# 박응훈 효자문
박응훈 효자문은 대한민국 충청북도 영동군 매곡면에 있다. 1997년 7월 4일 영동군의 향토유적 제54호로 지정되었다.

## 개요
박응훈의 효행을 기리기 위해 1601년 건립한 정문이다.